# 보텀 오브 더 보틀
보텀 오브 더 보틀(The Bottom Of The Bottle)은 미국에서 제작된 헨리 헤서웨이 감독의 1956년 영화이다. 밴 존슨 등이 주연으로 출연하였고 버디 애들러 등이 제작에 참여하였다.

## 출연

### 주연
- 밴 존슨
- 조셉 거튼

### 조연
- 루스 로먼
- 잭 칼슨
- 마가렛 헤이즈
- 브루스 베네트
- 브래드 덱스터
- 페기 뉴슨

## 제작진
- 원작자: 조르주 심농
- 미술: 모리스 랜스포드
- 미술: 라일 R. 휠러
- 의상: 트라빌라